# PalaDozza
Il PalaDozza (in passato conosciuto come Palazzo dello Sport), è un impianto sportivo polivalente coperto situato nel pieno centro di Bologna.
Per via della sua importanza come principale arena sportiva cittadina è stata definita come il salotto dello sport bolognese, e col tempo ha avuto vari soprannomi: la bombonera, piccolo Madison o Madison di piazza Azzarita, come è colloquialmente conosciuto data la somiglianza con l'impianto newyorchese.

## Storia

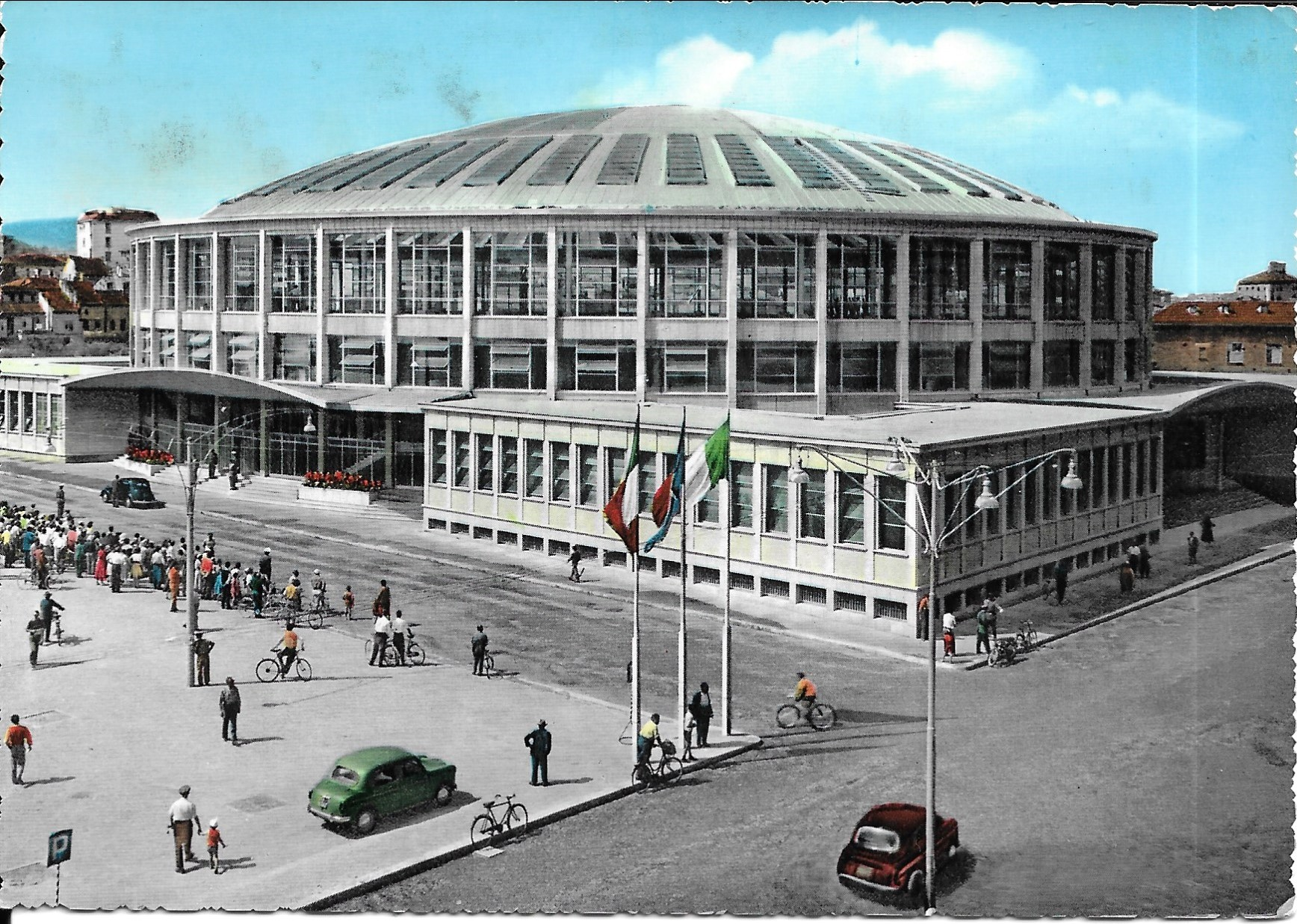
Il Palazzo dello Sport nel 1960, pochi anni dopo l'inaugurazione

I lavori iniziarono il 15 marzo del 1954 su progetto di Francesco Allegra, per essere conclusi due anni più tardi. Esteso su di un'area di 7.200 mq, all'epoca poteva contenere 7.500 spettatori seduti e 1.500 in piedi. Fu inaugurato il 9 agosto del 1956 alla presenza del sindaco Giuseppe Dozza e del presidente del CONI Giulio Onesti. L'impianto fu fortemente voluto dallo stesso Dozza poiché i vecchi spazi della Sala Borsa si erano rivelati non più adatti al crescente pubblico delle partite di pallacanestro.
Il 12 settembre 1956 alle 20:30 si svolse l'incontro inaugurale, la partita Italia-Polonia di pallacanestro conclusasi con risultato di 70-54, nell'ambito del «IV Trofeo internazionale Aldo Mairano» (12-16 settembre). Sin da subito il PalaDozza divenne la casa delle principali società cittadine come la Virtus Minganti e la Preti Gira: il primo derby si svolse il 29 ottobre con la vittoria del Gira per 45 a 42. Oltre al basket l'impianto ospitò sin dai primordi altre manifestazioni sportive, come le partite di pallavolo della Virtus Bologna prima e della Zinella poi, di pugilato, animati dal protagonista locale Francesco Cavicchi, ma anche hockey, tennis, pattinaggio, ginnastica e scherma.
Dal 1966 l'impianto diventa il teatro di scontro tra la Virtus e la Fortitudo, almeno fino ai tardi anni novanta, quando prima una e poi l'altra si trasferirono al PalaMalaguti (oggi Unipol Arena) di Casalecchio di Reno. Nel 1996 il palazzetto viene intitolato al sindaco Dozza, prendendo così il nome odierno.
Nel 1999 la società Fortitudo ne ottenne la gestione ventennale. Dalla stagione 2005/2006 è stato sponsorizzato dalla Land Rover e indicato come Land Rover Arena. Con la ristrutturazione dell'impianto nel 2000, venne aggiunto sopra il parquet di gioco un maxischermo avveniristico tra i più grandi d'Europa che, durante le gare, mostrava le statistiche delle squadre in campo e le immagini della partita stessa. Nello stesso anno è stata eliminata la pista di atletica indoor che correva nel seminterrato dell'impianto. La struttura disponeva anche di un maxischermo esterno che permetteva di assistere alle manifestazioni da Piazza Azzarita.

Uno scorcio del PalaDozza nel 1986.

Nell'ottobre 2009 la Fortitudo ebbe problemi economici e il Comune di Bologna versò oltre 6 milioni di euro per sanare i debiti della società. Nel 2011 emise un'ordinanza di sgombero per il PalaDozza nei confronti della Fortitudo Pallacanestro Bologna S.r.l. per mancati pagamenti all'erario, richiedendo l'immediata riconsegna dell'impianto. Il 18 aprile 2011, Gilberto Sacrati, proprietario della Fortitudo, presentò ricorso al TAR. Nel maggio 2011 il Comune espulse la società dal PalaDozza con la forza pubblica, cambiando le serrature e passando le nuove chiavi a Giulio Romagnoli, subentrato per ordine del Comune medesimo (tramite determina dirigenziale), alla gestione di Gilberto Sacrati presidente pro tempore della Fortitudo. Dal 2012 Il PalaDozza è tornato a completa gestione comunale.
Dalla stagione sportiva 2013-14 torna ad ospitare le partite casalinghe della Fortitudo Pallacanestro Bologna 103.
Viene scelto dalla Pallacanestro Reggiana per ospitare le Final Four di EuroChallenge del 2014.
Nella stagione 2014-15 ospita ancora la Reggiana in occasione delle sue partite casalinghe di EuroCup. A causa dei lavori di ristrutturazione del PalaBigi, la Pallacanestro Reggiana torna a giocare al PalaDozza anche per alcune partite di Serie A: le prime due gare casalinghe della stagione 2016-17, e la ventunesima giornata della stagione 2021-22.

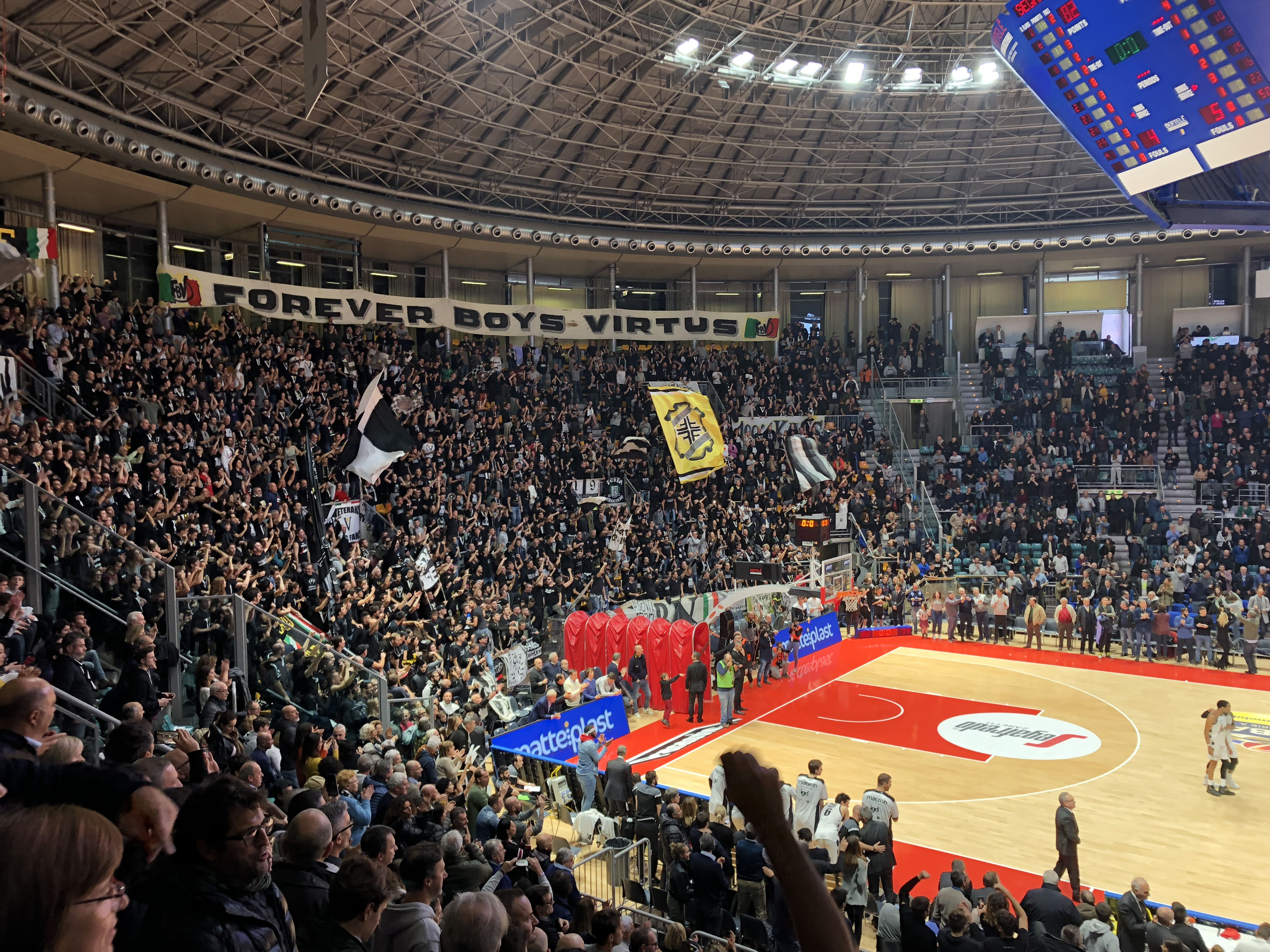
La Curva Calori della Virtus Bologna nel 2018.

Dalla stagione 2017-18 la Virtus Pallacanestro Bologna torna a giocare le partite casalinghe al PalaDozza. Vi rimarrà due stagioni, prima di spostarsi alla neonata Virtus Arena.
Dal 2018 il palazzetto è coinvolto in progetti di rinnovamento che comprendono una nuova superficie in parquet e la realizzazione di un Museo del Basket, promosso dal comune e dalla Federazione Italiana Pallacanestro.

## Descrizione

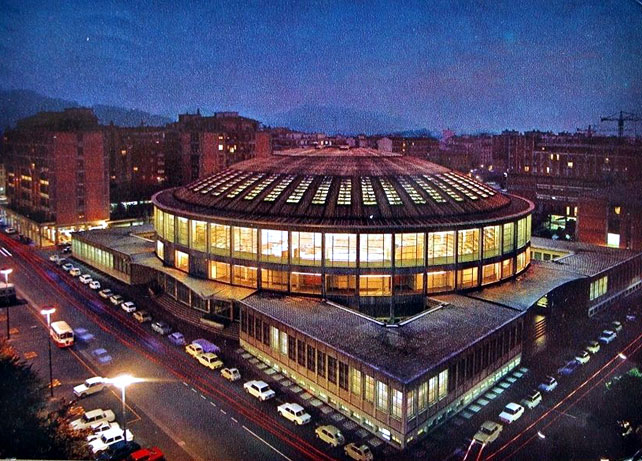
Vista esterna del palazzetto

L'arena copre una superficie utilizzabile di 1200 mq circondata da un anello di gradinate diviso nei quattro settori Azzarita, Calori, Graziano e Nannetti. Sopra il campo è posto uno schermo a forma quadrangolare che proietta le immagini dell'evento a 360°.

### Servizi
- 3 Bar durante le manifestazioni
- 2 Sale di socializzazione
- Sala convegni
- Fortitudo point
- Galleria d'arte Space Off
- Centro medico

## Eventi sportivi
- 1966 - Basket: Final Four di Coppa dei Campioni FIBA (31 marzo e 1º aprile)
- 1971 - Tennis: WCT Bologna Indoor 1971 (14 novembre)
- 1974 - Tennis: WCT Bologna Indoor 1974 (11 febbraio – 17 febbraio)
- 1975 - Tennis: WCT Bologna Indoor 1975 (6 febbraio – 12 febbraio)
- 2014 - Basket: Final Four di EuroChallenge (25 e 27 aprile)
- 2018 - Pallavolo: Mondiali maschili 2018 (21 settembre – 23 settembre)

## Eventi extrasportivi
Il PalaDozza ha ospitato nel tempo numerose manifestazioni musicali e di spettacolo. Non sono mancate neppure grandi assemblee di tipo politico. Segue un elenco non esaustivo di questi eventi. 

### Anni cinquanta
- 1957 - Holiday on Ice (24-30 maggio)
- 1959 - II Festival Internazionale del Jazz (2-3 ottobre)

### Anni sessanta
- 1963 - Adriano Celentano (23 marzo)
- 1966 - VIII Festival Internazionale del Jazz (12-13 maggio)
- 1967 - The Who (24 febbraio)
- 1967 - The Rolling Stones (5 aprile) Primo concerto in Italia degli Stones
- 1968 - Jimi Hendrix (26 maggio)
- 1969 - XII congresso del PCI (8-15 febbraio)

### Anni settanta
- 1971 - James Brown (aprile)
- 1971 - Deep Purple

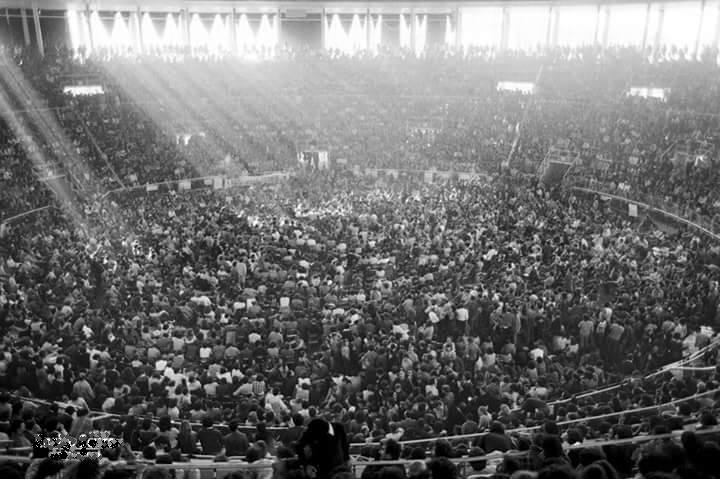
L'assemblea del movimento del Settantasette al Palazzetto dello Sport nel settembre 1977.

- 1971 - XII Festival Internazionale del Jazz (15-16 ottobre)
- 1971 - Uriah Heep (dicembre)
- 1972 - Jethro Tull (2 febbraio)
- 1972 - XIII Festival Internazionale del Jazz (9-10-11 novembre)
- 1973 - Jethro Tull (17 e 19 marzo)
- 1973 - Miriam Makeba (7 novembre)
- 1975 - XVI Festival Internazionale del Jazz (13-14-15-16 novembre)
- 1977 - Area - Eugenio Finardi - Alberto Camerini (Marzo)
- 1977 - Movimento del Settantasette (23-25 settembre)
- 1978 - Lucio Dalla (17 aprile)
- 1978 - Edoardo Bennato (24 aprile)
- 1979 - Fabrizio De André e PFM (15-16 gennaio)
- 1979 - Bologna Rock: Dalle cantine all'asfalto (2 aprile)
- 1979 - Peter Tosh (12 luglio)
- 1979 - La Carovana del Mediterraneo (3 dicembre)

### Anni ottanta
- 1980 - Devo (20 giugno)
- 1980 - Roxy Music (10 luglio)
- 1980 - Talking Heads (16 dicembre)
- 1981 - Iggy Pop (18 giugno)
- 1981 - Iron Maiden prima apparizione di Bruce Dickinson in live Killers World Tour (26 ottobre)
- 1981 - Ultravox
- 1982 - Franco Battiato (15 febbraio)
- 1982 - Jethro Tull (3 maggio)
- 1982 - Franco Battiato (14 settembre)
- 1982 - John Mayall (29 novembre)
- 1985 - Luca Carboni
- 1986 - Jazz Bologna ‘87: Miles Davis (13 novembre)
- 1986 - Europe
- 1987 - Depeche Mode (26 ottobre)
- 1989 - JazBo (30-31 gennaio)
- 1989 - Pino Daniele
- 1989 - R.E.M. (16 giugno)
- 1989 - David Byrne (27 novembre)

### Anni novanta
- 1990 - XIX congresso del PCI (7-11 marzo)
- 1991 - Litfiba (4 marzo)
- 1991 - UB40 (22 aprile)
- 1991 - Billy Idol - Cradle of love tour
- 1991 - Ligabue (2 dicembre)
- 1992 - Luca Carboni  (15 aprile)
- 1993 - Jovanotti (15 e 16 febbraio)
- 1995 - Megadeth (8 aprile)
- 1996 - Sting (1º maggio)
- 1997 - Francesco Guccini (13 dicembre)
- 1998 - Consorzio Suonatori Indipendenti (25 febbraio)
- 1998 - "Taratata" - Claudio Baglioni (6 ottobre)
- 1998 - "Taratata" - Pras, Anouk, Elisa, Articolo 31 (20 ottobre)
- 1998 - "Taratata" - Vasco Rossi (10 novembre)
- 1998 - "Taratata" - Luca Carboni  (9 settembre)
- 1998 - "Taratata" - Bruce Springsteen (11 dicembre) (a porte chiuse)
- 1998 - "Taratata" - Alanis Morissette (15 dicembre)
- 1999 - "Taratata" - R.E.M. (28 febbraio)
- 1999 - "Taratata" - Blur (1 marzo)
- 1999 - "Taratata" - The Cranberries (19 marzo)
- 1999 - "Taratata" - Skunk Anansie Piero Pelù (31 marzo)

### Anni duemila
- 2000 - Francesco Guccini (3 aprile)
- 2002 - Elio e le Storie Tese (5 maggio)
- 2002 - Francesco Guccini (13 dicembre)
- 2003 - Muse (30 ottobre)
- 2004 - Blink 182 (15 febbraio)
- 2004 - Francesco Guccini (3 dicembre)
- 2005 - Franco Battiato (1º febbraio)
- 2005 - Antonello Venditti (21 marzo)
- 2005 - The White Stripes (21 ottobre)
- 2005 - Giorgia (22 novembre)
- 2006 - Negramaro (18 febbraio)
- 2006 - Aldo, Giovanni e Giacomo (1,2 e 3 aprile)
- 2007 - Stadio (13 aprile)
- 2007 - Luca Carboni (17 aprile)
- 2007 - Dream Theater (25 ottobre)
- 2008 - Francesco Renga (11 marzo)
- 2008 - Pooh (9 aprile)
- 2008 - Orchestra Mozart (dir. Claudio Abbado) (25 ottobre)
- 2008 - Francesco Guccini (5 dicembre)
- 2009 - Gigi Proietti (22 e 23 aprile)
- 2009 - Corrado Guzzanti (9 maggio)
- 2009 - Giorgia (10 maggio)
- 2009 - Marco Carta (11 giugno)
- 2009 - Deep Purple (16 dicembre)

### Anni duemiladieci
- 2010 - Raiperunanotte condotto da Michele Santoro (25 marzo)
- 2011 - Alessandra Amoroso (21 aprile)
- 2011 - Marco Mengoni (7 dicembre)
- 2012 - Giorgia (8 marzo)
- 2012 - Fiorella Mannoia (23 marzo)
- 2012 - Antonello Venditti (14 aprile)
- 2012 - Noel Gallagher's High Flying Birds (6 ottobre)
- 2012 - Cesare Cremonini (9, 16 e 17 novembre)
- 2012 - Emma (30 novembre)
- 2013 - Colorado Tour (25 maggio)
- 2013 - Paramore (10 settembre)
- 2013 - Nick Cave & the Bad Seeds (29 novembre)
- 2013 - Luca Carboni concerto per il trentennale della carriera (20 dicembre)
- 2014 - Editors (28 febbraio)
- 2014 - Giorgia (7 maggio)
- 2014 - Morrissey (17 ottobre)
- 2014 - Stefano Bollani e Hamilton de Holanda (16 novembre)
- 2014 - Zubin Mehta con l'Orchestra del Maggio Musicale Fiorentino (11 dicembre)
- 2015 - Beppe Grillo is back (16 febbraio)
- 2015 - Lo Stato Sociale (21 novembre)
- 2015 - Editors (28 novembre)
- 2019 - The Zen Circus (12 Aprile)
- 2019 - Matteo Salvini (14 Novembre)